# R-25 ヴルカン
R-25 ヴルカン (セルビア語: Вулкан - 火山) は1950年代から1960年代初頭にユーゴスラビア(SFRY)で開発、製造された地対空ミサイル (SAM)である。

## 開発
1950年代半ば、防空用として有効な地対空ミサイルの配備が急がれていた。SAMシステムを輸入する術を持たなかった当時のユーゴスラビアは、1958年から軍用技術研究所でR-25ヴルカンと呼ばれる国産のミサイル開発に着手した。この完全にオリジナルなユーゴスラビアの計画にあたり、ミサイル設計のため、技術者であるObrad Vučurovićが率いる専門家のチームが編成され、MostarのSOKO航空機工場で試作品が製造された。
2種類のミサイルが開発された。一方は7本の補助ロケットを備え、もう一方は4本を備えた。さらに実験のサンプルとしてロケット推進式の魚雷用に開発された液体燃料ロケットエンジンも使用されたが、実用されるミサイルの量産計画では推力が2倍の固体燃料ロケットエンジンが使用される予定だった。発射装置とレーダーシステムとして、日本の観測ロケットであるカッパロケットがユーゴスラビアに輸入された。標的の探知と情報収集はユーゴスラビア製M 61 Fruška Goraレーダーが、また誘導用にはアメリカ製の3-M-7レーダーが使用された。運用には既存のできる限り理想的なレーダー装置が使用された。ミサイルの最終誘導時には、先端に備えられ、独立して誘導を行う赤外線センサーに切り替えられた。R-25の先進的な誘導システムは発射後に自動となり、使用者の追加入力はいらなかった。

## 使用
1962年11月にこのミサイルの最初の打上げに至ったが、液体燃料を用いる巡航用ロケットエンジンの問題が暴露された。1962年中のロケットの試験と並行し、ユーゴスラビアはソビエトからS-75 Dvina(ロシア語: С-75; NATO 報告名称SA-2 Guideline)ミサイルシステムを購入した。これにより12基のミサイルが生産された後、1964年末に計画は破棄されると決定された。しかしながらこの計画では知識や経験が培われ、またその基礎的な材料は他に実行された計画へと取り込まれた。これはユーゴスラビア陸軍(YPA)向けに生産された装備品のなかに導入された。

## 保存
1基のR-25 ヴルカンがベオグラード航空博物館に保存されている。試験打ち上げ時の仕様で弾頭は計測器とテレメトリー装置に換装されている。

## 参考記事
- カッパロケット　日本が輸出したカッパロケットが本ミサイルのベースである。
- 武器輸出三原則